# Melecta chalybeia
Melecta chalybeia là một loài Hymenoptera trong họ Apidae. Loài này được Lieftinck mô tả khoa học năm 1972.